# Dongju : Portrait d'un poète
Pour plus de détails, voir Fiche technique et Distribution.
Dongju : Portrait d'un poète (hangeul : 동주 ; hanja : 東柱 ; RR : Dong-joo ; MR : Tongju) est un film biographique sud-coréen réalisé par Lee Joon-ik, sorti en 2016. Il s'agit d'un portrait de Yun Dong-ju (1917-1945), un des poètes les plus appréciés en Corée, qui, durant durant la colonisation japonaise, était accusé de se livrer à des activités anti-japonaises, arrêté en juillet 1943 et condamné à deux ans de prison : torturé et affamé, il meurt au pénitencier de Fukuoka en février 1945.

## Synopsis
Le film retrace sur la vie et l’œuvre de Yun Dong-ju, célèbre poète coréen. Alors qu'il étudie la littérature au Japon, il est accusé et détenu pour avoir participé au mouvement d'indépendance coréen. Connu pour avoir écrit des centaines de poèmes durant ses deux dernières années de sa vie en prison, il est mort à l'âge de 27 ans. Malgré le manque de preuve, certains croient que sa mort est liée à une expérience médicale réalisée de son vivant.

## Fiche technique
Sauf indication contraire ou complémentaire, les informations mentionnées dans cette section peuvent être confirmées par la base de données de KMDb
- Titre original : 동주
- Titre international : Dongju: The Portrait of a Poet
- Titre français : Dongju : Portrait d'un poète
- Réalisation : Lee Joon-ik
- Scénario : Shin Yeon-shick
- Musique : Mowg
- Direction artistique : Lee Jae-seong
- Costumes : Choi Mi-youn
- Photographie : Choi Yong-jin
- Son : Kim Ji-eun
- Montage : Kim Jeong-hoon
- Production : Shin Yeon-shick
- Production déléguée : Kim Ji-hyeong
- Société de production : Luz Y Sonidos
- Société de distribution : Megabox Plus M
- Pays de production :  Corée du Sud
- Langue originale : coréen
- Format : noir et blanc
- Genre : biographie, drame
- Durée : 110 minutes
- Dates de sortie :
  - Corée du Sud : 14 février 2016 (avant-première) ; 18 février 2016 (sortie nationale)
  - France : 29 octobre 2016 (Festival du film coréen à Paris)[3]

## Distribution
- Kang Ha-neul : Yun Dong-ju
- Park Jung-min : Song Mong-gyoo (ko)
- Kim In-woo (ko) : l'inspecteur du gouverneur-général de Corée
- Choi Hee-seo : Kumi
- Shin Yoon-jo (ko) : Lee Yeo-jin
- Min Jin-woong (en): Kang Cheo-Joong
- Choi Hong-il (ko) : le père de Dong-ju
- Kim Jung-seok (ko) : le père de Jung-min
- Lee Bit-na (en) : la plus jeune sœur de Dong-ju
- Kim Woo-jin : le professeur Hyo-chi
- Moon Sung-keun : Jeong Ji-yong, poète (apparition exceptionnelle)

## Production

### Développement et attribution des rôles
|  |

En mars 2015, Kang Ha-neul et Park Jung-min sont choisis pour incarner les poètes Yun Dong-ju et Song Mong-gyoo (ko) — ami et cousin de ce dernier dans le film Dongju réalisé par Lee Joon-ik et produit par Luz Y Sonidos, accompagnés de Choi Hui-seo pour le rôle de Kumi, ami d'enfance de ces deux derniers, et de Shin Yoon-jo, celui de Lee Yeo-jin, une étudiante dont Dong-ju était éperdument amoureux durant les activités anti-japonaises.
En fin janvier 2016, Moon Sung-keun raconte son accord avec réalisateur pour une courte apparition dans le rôle du poète Jeong Ji-yong. Dès le 1er février, Kim In-woo y participe en tant que l'inspecteur du gouverneur-général de Corée, ainsi que Choi Hui-seo, Shin Yoon-jo et Min Jin-woong.

### Tournage
Le tournage commence le 21 mars 2015 dans le district de Goseong de la province du Gangwon, pour des scènes sur l'adolescence des deux poètes dans leur ville natale. Il s'achève le 25 avril 2015 dans une prison à Jeonju, dans la province du Jeolla du Nord, pour les dernières années du poète.
Le film est en « noir et blanc pour rendre les poètes Yun Dong-ju et Song Mong-gyu plus réalistes possible, étant donné que leurs photographies sont exposées en noir et blanc », explique Lee Joon-ik,.

## Accueil
En décembre 2015, la distribution Megabox Plus M annonce que le film sort le 18 février 2016 en Corée du Sud, en dévoilant une bande-annonce.
En janvier 2016, l'affiche du film est révélée, représentant Kang Ha-neul et Park Jung-min en noir et blanc, accompagnés de deux accroches « J'ai honte de vouloir être poète. » et « Tu écris de la poésie, je tiendrai le pistolet. », ainsi que le titre calligraphié qui n'est autre que l'écriture du poète Yun Dong-ju. À l'occasion de la 72e anniversaire de la mort du poète, une projection a lieu entre 15 et 19 février dans les cinq salles de cinémas — Megabox COEX, Megabox Central, Megabox Sinchon, Megabox Bundang et Megabox Hanam Starfield,. Le film sort finalement le 17 février 2016, du moment où Megabox Plus M dévoile, dans le film, une scène d'interrogatoire entre le poète et l'inspecteur japonais qui a été tenue secrète et coupée du film : une décision faite par le réalisateur qui souhaite montrer la vérité sur la « mort douloureuse » du poète dans la prison de Fukuoka,.
En France, il est présenté le 29 octobre 2016 au Festival du film coréen à Paris.

## Distinctions

### Récompenses
- Baeksang Arts Awards 2016 :
  - Grand Prix
  - Meilleur espoir masculin pour Park Jung-min

- Blue Dragon Film Awards 2016 :
  - Meilleur espoir masculin pour Park Jung-min
  - Meilleur scénario pour Shin Yeon-shick

- Buil Film Awards 2016 :
  - Meilleur réalisateur pour Lee Joon-ik
  - Meilleur scénario pour Shin Yeon-shick
  - Meilleure musique pour Mowg

- Director's Cut Awards 2016[17] :
  - Meilleur espoir masculin pour Park Jung-min
  - Meilleur producteur de l’année pour Shin Yeon-shick

- Korean Association of Film Critics Awards 2016 : meilleur scénario pour Ahn Seok-chan
- Pusan Film Critics Awards 2016 : meilleur scénario pour Shin Yeon-shick
- Chunsa Film Art Awards 2017[18] : meilleur acteur dans un second rôle pour Park Jeong-min

### Nominations
- Baeksang Arts Awards 2016 :
  - Meilleur film
  - Meilleur réalisateur pour Lee Joon-ik
  - Meilleur scénario pour Shin Yeon-shick

- Blue Dragon Film Awards 2016 :
  - Meilleur film
  - Meilleur réalisateur pour Lee Joon-ik

- Buil Film Awards 2016 :
  - Meilleur acteur pour Kang Ha-neul
  - Meilleur acteur dans un second rôle pour Park Jung-min
  - Meilleur espoir masculin pour Park Jung-min